# Avior
AVIOR — автомобильный бренд, основанный в 2024 году и зарегистрированный в Республике Беларусь. Под брендом представлены коммерческие автомобили (грузовые, пассажирские, грузопассажирские версии), а также пассажирские, туристические автобусы и автобусы для перевозки маломобильных граждан.
Производство коммерческих автомобилей осуществляется компанией SAIC Motor в Китае, в то время как производство автобусов осуществляется компанией КФ-Авто в Беларуси, г. Борисов.

## История
10 декабря 2024 года на выставке Comtrans было представлено несколько моделей AVIOR: фургоны AVIOR V90 и AVIOR G10 и автобусы AVIOR Citylink и AVIOR Tourist. Фургоны являются лицензионными клонами автомобилей Maxus V90, Maxus G10, а автобусы — Iveco Daily. Официальным дистрибьютером в России является ООО «ПарадАвто-М». В данный момент дистрибьюция фургонов и автобусов организована в России и Беларуси.

### AVIOR V90
AVIOR V90, выпущенный на базе Maxus V90, оснащён 2,0-литровым турбодизельным двигателем мощностью 150 л. с. в паре с шестиступенчатой механической трансмиссией. Объём грузового отсека составляет 12 м3, а расход топлива — не более 9 л/100 км.

### AVIOR G10
AVIOR G10, выпущенный на базе Maxus G10, оснащён 2,0-литровым турбодизельным двигателем мощностью 160 л. с. в паре с шестиступенчатой механической трансмиссией. Объём грузового отсека составляет 5,2 м3.

### AVIOR Tourist
AVIOR Tourist — туристический автобус на базе Iveco Daily с двигателем Yuchai YCS04180-50 или Weichai WP4.1NQ170E61 в паре с пяти- или шестиступенчатой механической трансмиссией.

### AVIOR Citylink
AVIOR Citylink — междугородний автобус на базе Iveco Daily с двигателем Weichai WP4.1NQ170E61 или Yuchai YCS04180-50 в паре с пяти- или шестиступенчатой механической трансмиссией.